# Nokere Koerse
A Nokere Koerse (oficialmente: Nokere Koerse-Danilith Classic; em português: A Corrida de Nokere) é uma carreira ciclista belga disputada em Nokere (Flandres Oriental) e seus arredores.
Disputada pela primeira vez em 1944, faz parte do UCI Europe Tour desde a criação destes em 2005 dentro da categoria 1.1 até 2016 e 1.hc desde 2017. Anteriormente a estas competições foram de categoria 1.3 e 1.4.

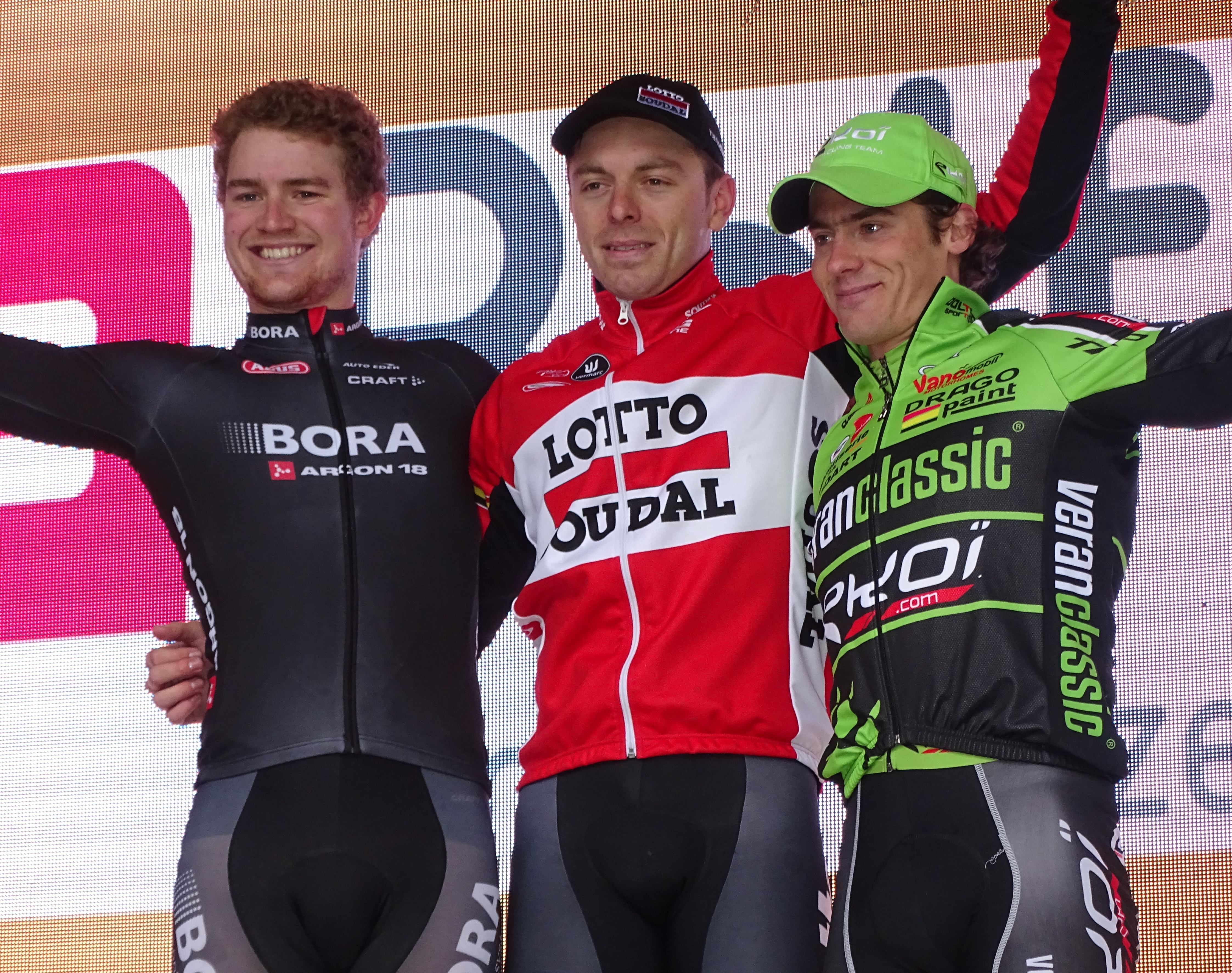
2015 : Scott Thwaites (3), Kris Boeckmans (1) & Justin Jules (2).

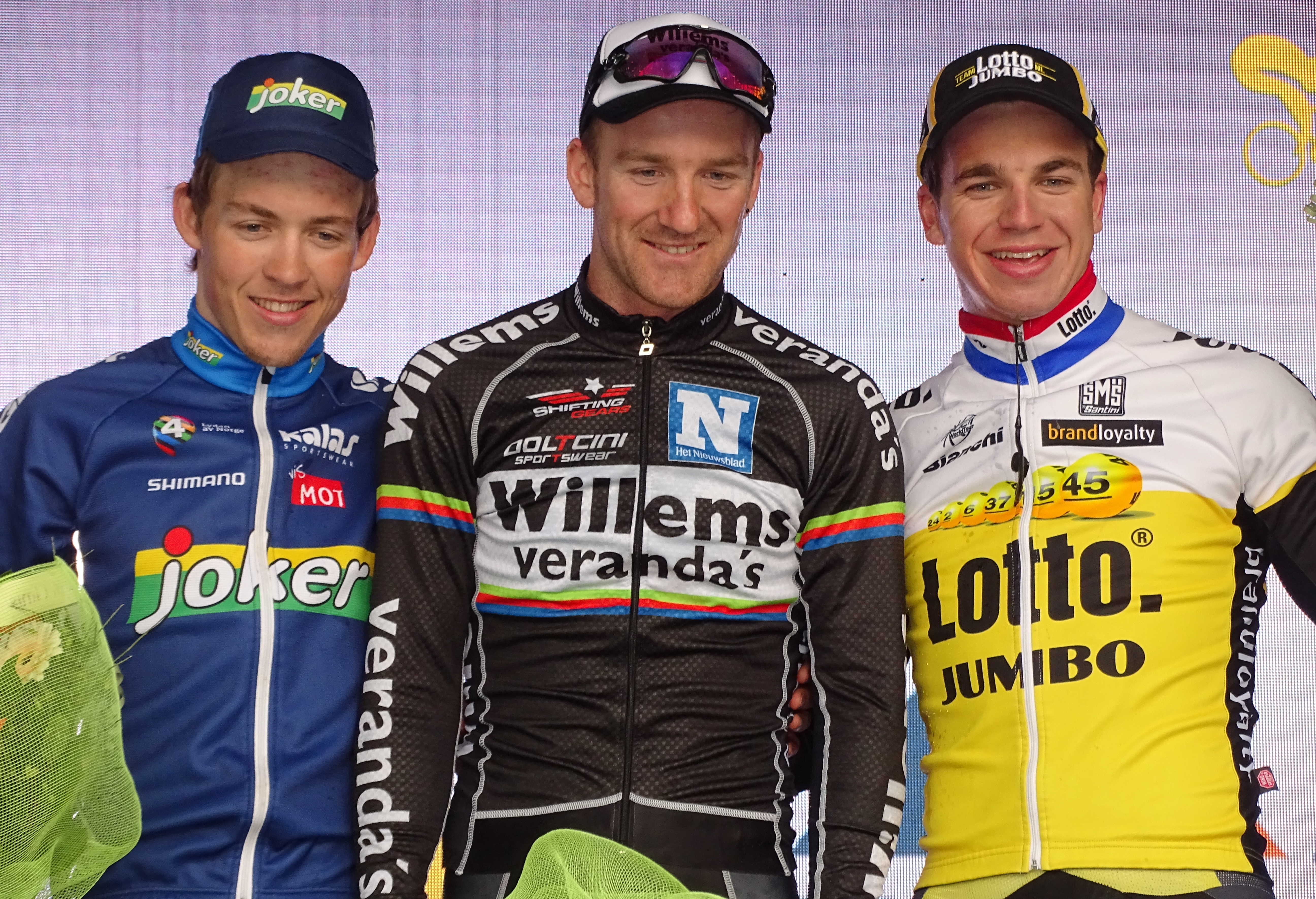
2016 : Kristoffer Halvorsen (2), Timothy Dupont (1) & Dylan Groenewegen (3).

## Palmarés
| Ano                                                          | Vencedor               | Segundo               | Terceiro                  |           |
| ------------------------------------------------------------ | ---------------------- | --------------------- | ------------------------- | --------- |
| 'Grande Prêmio Jules Lowie                                   |                        |                       |                           |           |
| 1944                                                         | Marcel Kint            | Theo Middelkamp       | Gustave Van Overloop      |           |
| 1945                                                         | Albéric Schotte        | Michel Remue          | Désiré Keteleer           |           |
| 1946                                                         | Emmanuel Thoma         | André Pieters         | Albéric Schotte           |           |
| 1947                                                         | Albert Sercu           | Michel Remue          | Odiel Van Den Meersschaut |           |
| 1948                                                         | Roger Cnockaert        | André Declerck        | Jerôme Renier             |           |
| 1949                                                         | Ernest Sterckx         | Maurice Desimpelaere  | Michel Remue              |           |
| 1950                                                         | Jules Depoorter        | Roger Decock          | René Janssens             |           |
| 1951                                                         | Gerard Buyl            | Maurice Blomme        | Valère Ollivier           |           |
| 1952                                                         | Wim van Est            | André Pieters         | Raphaël Jonckheere        |           |
| 1953                                                         | Basiel Wambeke         | Henri Jochums         | Julien Pascal             |           |
| 1954                                                         | Jan Zagers             | Roger Decock          | Roger Desmet              |           |
| 1955                                                         | Jozef Schils           | Albéric Schotte       | Henri Denys               |           |
| 1956                                                         | Marcel Rijckaert       | Roger De Clercq       | Lucien Mathys             |           |
| 1957                                                         | André Auquier          | Pino Cerami           | Francis Kemplaire         |           |
| 1958                                                         | Arthur Decabooter      | Gilbert Desmet        | Julien Schepens           |           |
| 1959 edição não realizada                                    |                        |                       |                           |           |
| 1960                                                         | Gilbert Desmet         | Lode Troonbeeckx      | Léopold Rosseel           |           |
| 1961                                                         | Leon Vandaele          | Joseph Vloeberghs     | Gilbert Maes              |           |
| 1962 edição não realizada Nokere Koerse                      |                        |                       |                           |           |
| 1963                                                         | Frans De Mulder        | Daniel Doom           | Norbert Kerckhove         |           |
| 1964                                                         | Robert De Middeleir    | Leon Vandaele         | André Noyelle             |           |
| 1965                                                         | Arthur Decabooter      | Joseph Mathy          | Gustaaf De Smet           |           |
| 1966                                                         | Jaak De Boever         | Oswald Declercq       | Reindert De Jongh         |           |
| 1967                                                         | Walter Godefroot       | Jaak De Boever        | Roger Blockx              |           |
| 1968                                                         | Frans Brands           | Roger Cooreman        | Michel Jacquemin          |           |
| 1969                                                         | Roger Rosiers          | Frans Mintjens        | Michel Jacquemin          |           |
| 1970                                                         | André Dierickx         | Patrick Sercu         | Bernard Van De Kerckhove  |           |
| 1971                                                         | Herman Van Springel    | Eric Leman            | Maurice Eyers             |           |
| 1972                                                         | Antoine Houbrechts     | Ronny Vanmarcke       | Willy Planckaert          |           |
| 1973                                                         | Noël Vantyghem         | Claude Magni          | Gerard Vianen             |           |
| 1974                                                         | Freddy Maertens        | Pierino Gavazzi       | Ronald De Witte           |           |
| 1975                                                         | Marc Demeyer           | Willy Teirlinck       | Jan Raas                  |           |
| 1976                                                         | Luc Leman              | Lucien De Brauwere    | Geert Malfait             |           |
| 1977                                                         | Frans Van Looy         | Gerrie Knetemann      | Roberto Ceruti            |           |
| 1978                                                         | Gustaaf Van Roosbroeck | Jan Aling             | Jos Jacobs                |           |
| 1979                                                         | Hendrik Devos          | William Tackaert      | Antoine Houbrechts        |           |
| 1980                                                         | Jos Van De Poel        | Johan van der Velde   | Paul Jesson               |           |
| 1981                                                         | Gerrie Knetemann       | Herman Van Springel   | Claude Criquielion        |           |
| 1982                                                         | William Tackaert       | Ludo De Keulenaer     | Rudy Matthijs             |           |
| 1983                                                         | Walter Schoonjans      | Patrick Cocquyt       | Gerard Veldscholten       |           |
| 1984                                                         | Jan Bogaert            | Patrick Versluys      | Erik Stevens              |           |
| 1985                                                         | Diederik Foubert       | Patrick Versluys      | Jan Bogaert               |           |
| 1986                                                         | Luc Colijn             | Jan Van Camp          | Ronny Van Holen           |           |
| 1987                                                         | Etienne De Wilde       | Franky Van Oyen       | Ludo Giesberts            |           |
| 1988                                                         | Patrick Versluys       | Yves Godimus          | Danny Janssens            |           |
| 1989                                                         | Rik Van Slycke         | Andrzej Mierzejewski  | Peter Spaenhoven          |           |
| 1990                                                         | Herman Frison          | Roger Van den Bossche | Filip Van Vooren          |           |
| 1991                                                         | Koen Van Rooy          | Johan Capiot          | Martien Kokkelkoren       |           |
| 1992                                                         | Johan Capiot           | Peter de Clercq       | Benjamin Van Itterbeeck   |           |
| 1993                                                         | Michel Cornelisse      | Jan Bogaert           | Mario De Clercq           |           |
| 1994                                                         | Peter de Clercq        | Michel Cornelisse     | Chris Peers               |           |
| 1995                                                         | Jo Planckaert          | Michel Vermote        | Geert Van Bondt           |           |
| 1996                                                         | Hendrik Van Dijck      | Jelle Nijdam          | Michel Cornelisse         |           |
| 1997                                                         | Hendrik Van Dijck      | Wim Feys              | Bart Voskamp              |           |
| 1998                                                         | Scott Sunderland       | Léon van Bon          | Chris Peers               |           |
| 1999                                                         | Jeroen Blijlevens      | Michel Vanhaecke      | Wilfried Cretskens        |           |
| 2000                                                         | Hendrik Van Dijck      | Nico Mattan           | Jans Koerts               |           |
| 2001                                                         | Michel Vanhaecke       | Bart Voskamp          | Niko Eeckhout             |           |
| 2002                                                         | Aurélien Clerc         | Jans Koerts           | Steven de Jongh           |           |
| 2003                                                         | Matthé Pronk           | Magnus Bäckstedt      | Hendrik Van Dijck         |           |
| 2004                                                         | Max van Heeswijk       | Rudie Kemna           | Jo Planckaert             |           |
| 2005                                                         | Steven de Jongh        | Igor Abakoumov        | Geert Omloop              |           |
| 2006                                                         | Bert Roesems           | Wouter Weylandt       | Jeremy Hunt               |           |
| 2007                                                         | Léon van Bon           | Aart Vierhouten       | Geert Steurs              |           |
| 2008                                                         | Wouter Weylandt        | Jürgen Roelandts      | André Greipel             |           |
| 2009                                                         | Graeme Brown           | Ben Swift             | Sébastien Chavanel        |           |
| 2010                                                         | Jens Keukeleire        | Kris Boeckmans        | Bobbie Traksel            |           |
| 2011                                                         | Gert Steegmans         | Stefan van Dijk       | Graeme Brown              |           |
| 2012                                                         | Francesco Chicchi      | Kris Boeckmans        | Boy van Poppel            |           |
| 2013 edição suspendida pela neve"`UNIQ--ref-00000000-QINU`"' |                        |                       |                           |           |
| 2013                                                         | cancelado              | cancelado             | cancelado                 | cancelado |
| 2014                                                         | Kenny Dehaes           | Tom Van Asbroeck      | Nacer Bouhanni            |           |
| 2015                                                         | Kris Boeckmans         | Justin Jules          | Scott Thwaites            |           |
| 2016                                                         | Timothy Dupont         | Kristoffer Halvorsen  | Dylan Groenewegen         |           |
| 2017                                                         | Nacer Bouhanni         | Adam Blythe           | Joeri Stallaert           |           |
| 2018                                                         | Fabio Jakobsen         | Amaury Capiot         | Hugo Hofstetter           |           |
| 2019                                                         | Cees Bol               | Pascal Ackermann      | Jasper Philipsen          |           |
| 2020                                                         | cancelado              | cancelado             | cancelado                 | cancelado |
| 2021                                                         | Ludovic Robeet         | Damien Gaudin         | Luca Mozzato              |           |
| 2022                                                         | Tim Merlier            | Max Walscheid         | Arnaud De Lie             |           |
| 2023                                                         | Tim Merlier            | Edward Theuns         | Milan Menten              |           |
| 2024                                                         | Tim Merlier            | Fabio Jakobsen        | Jasper Philipsen          |           |
| 2025                                                         | Nils Eekhoff           | Matteo Moschetti      | Luke Lamperti             |           |

## Palmarés por países
Atualizado após edição de 2024
| País          | Vitórias |
| ------------- | -------- |
| Bélgica       | 62       |
| Países Baixos | 10       |
| Austrália     | 2        |
| Suíça         | 1        |
| Itália        | 1        |
| França        | 1        |